# Coddingtonia anaktakun
Espèce
Coddingtonia anaktakun est une espèce d'araignées aranéomorphes de la famille des Theridiosomatidae.

## Distribution
Cette espèce est endémique du Selangor en Malaisie,. Elle se rencontre sur le Bukit Anak Takun.

## Description
Le mâle holotype mesure 1,95 mm et la femelle paratype 2,36 mm.

## Étymologie
Son nom d'espèce lui a été donné en référence au lieu de sa découverte, le Bukit Anak Takun.

## Publication originale
- Labarque & Griswold, 2014 : New ray spiders from Southeast Asia: the new Philippine genus Tagalogonia gen. nov. and continental genus Coddingtonia Miller, Griswold and Yin, 2009 (Araneae: Theridiosomatidae), with comments on their intergeneric relationships. The Coral Triangle: The 2011 Hearst Philippine Biodiversity Expedition, California Academy of Sciences, San Francisco, p. 407-425.